# Joe Turkel
Joe Turkel (născut Joseph Turkel), (n. 15 iulie 1927, New York City, New York, SUA – d. 27 iunie 2022, Santa Monica, California, SUA) a fost un actor american.

## Biografie
Turkel s-a născut în Brooklyn, New York, în familia unor imigranți evrei-polonezi. La vârsta de 16 ani, s-a înrolat în armata Statelor Unite și a activat în teatrul european de operațiuni⁠(d) în timpul celui de-al Doilea Război Mondial.

### Cariera
Primul său rol a fost în filmul din 1948 City Across the River⁠(d). Au urmat The Boy and the Pirates⁠(d) și Tormented⁠(d) (ambele din 1960), The Purple Gang, King Rat⁠(d) (1965) în rolul unui prizonier de război pe nume „Dino”, Canoniera de pe Yangtze⁠(d) (1966), The St. Valentine's Day Massacre⁠(d) (1967) în rolul gangsterului Jake Guzik⁠(d) și filmul horror din 1990 The Dark Side of the Moon.
Pe 13 noiembrie 1956, Turkel a apărut în serialul de televiziune The Life and Legend of Wyatt Earp⁠(d) în rolul lui Jim Rellance, un tânăr cowboy texan îndrăgostit de Dora Hand⁠(d), o cântăreață din Dodge City, Kansas⁠(d).
De asemenea, a mai apărut în emisiuni de televiziune precum Sky King⁠(d) (în episodul „Mystery Horse” din 1957), Frontier Doctor⁠(d), Bat Masterson⁠(d), US Marshal⁠(d), The Asphalt Jungle⁠(d), Mackenzie's Raiders⁠(d), Kojak, Tales from the Darkside și Miami Vice (în episodul „Indian Wars").
Turkel a apărut în serialul western Bonanza de trei ori, inclusiv în episodul din 1961 „The Many Faces of Gideon Flinch”.
Cele mai cunoscute roluri ale sale sunt dr. Eldon Tyrell, producătorul de androizi, în Vănătorul de recompense (1982) de Ridley Scott și Lloyd, barmanul din Strălucirea (1980), film regizat de Stanley Kubrick.
Acesta este unul dintre cei doi actori (celălalt fiind Philip Stone⁠(d)) care a lucrat cu Kubrick și apare în distribuția filmelor sale de trei ori: Jaf la hipodrom (1956), Cărările gloriei (1957), și în Strălucirea (1980).
În 1999, locuia în California de Sud și redacta scenarii.
Acesta a declarat într-un interviu din 2014 că, dintre toate filmele în care a apărut, Cărările gloriei este preferatul său.

## Convingeri politice
Când a participat la un miting în cadrul Occupy Seattle⁠(d) în 2014, acesta s-a caracterizat drept un „democrat liberal-progresist”.

## Filmografie
- City Across the River (1949) – Shimmy Stockton
- Johnny Stool Pigeon (1949) – Bellboy (necreditat)
- Sword in the Desert (1949) – Haganah Soldier (necreditat)
- Angels in Disguise (1949) – Johnny Mutton
- Lucky Losers (1950) – Johnny Angelo
- Federal Man (1950) – Jack "Sneeze" Norton
- Triple Trouble (1950) – Benny the Blood
- Southside 1-1000 (1950) – Frankie
- Halls of Montezuma (1951) – Marine (necreditat)
- Fixed Bayonets! (1951) – Soldier (necreditat)
- Starlift (1951) – Litter Case (necreditat)
- Down Among the Sheltering Palms (1952) – Pvt. Harris (necreditat)
- The Glass Wall (1953) – Freddie Zakoyla
- A Slight Case of Larceny (1953) – Holdup Man (necreditat)
- Man Crazy (1953) – Ray
- Duffy of San Quentin (1954) – Frank Roberts
- Gypsy Colt (1954) – Chuck (necreditat)
- Return from the Sea (1954) – Sailor (necreditat)
- The Human Jungle (1954) – Delinquent Hood (necreditat)
- The Bamboo Prison (1954) – P.O.W. (necreditat)
- Cell 2455, Death Row (1955) – Curly (necreditat)
- Mad at the World (1955) – Pete Johnson
- The Naked Street (1955) – Shimmy
- Lucy Gallant (1955) – One of Casey's Air Force Buddies (necreditat)
- Inside Detroit (1956) – Pete Link
- The Killing (1956) – Tiny
- The Proud and Profane (1956) – Patient with Cards (necreditat)
- Friendly Persuasion (1956) – Poor Loser (necreditat)
- The Shadow on the Window (1957) – Lounger (necreditat)
- Hellcats of the Navy (1957) – Chick
- Beau James (1957) – Reporter (necreditat)
- The Midnight Story (1957) – Lothario at Dance (necreditat)
- Jeanne Eagels (1957) – Eddie, Reporter (necreditat)
- House of Numbers (1957) – Bradville – Convict (necreditat)
- Paths of Glory (1957) – Private Pierre Arnaud
- The Beast of Budapest (1958) – Martin
- The Bonnie Parker Story (1958) – Chuck Darrow
- The Case Against Brooklyn (1958) – Henchman Monte
- Verboten! (1959) – Infantryman
- Warlock (1959) – Chet Haggin (necreditat)
- Here Come the Jets (1959) – Henley
- The Purple Gang (1959) – Eddie Olsen
- Visit to a Small Planet (1960) – Malcolm (necreditat)
- The Boy and the Pirates (1960) – Abu the Genie
- Tormented (1960) – Nick, The Blackmailer
- Bat Masterson (1960) – Fargo
- Portrait of a Mobster (1961) – Joe Noe
- The Yellow Canary (1963) – Policeman
- Johnny Cool (1963) – Hoodlum (necreditat)
- The Carpetbaggers (1964) – Reporter (necreditat)
- Combat! (1964) – Pvt. Klimmer
- Village of the Giants (1965) – Sheriff
- King Rat (1965) – Dino
- The Sand Pebbles (1966) – Seaman Bronson
- The St. Valentine's Day Massacre (1967) – Jake "Greasy Thumb" Guzik
- The Rat Patrol (1967) – Capt. Bruener
- The Devil's 8 (1969) – Sam
- Scream Free! (1969) – (necreditat)
- Five Savage Men (1970) – Peyote
- Wild in the Sky (1972) – Corazza
- Six Hundred and Sixty–Six (1972) – Col. Ferguson
- Cycle Psycho (1973) – Harry
- The Prisoner of Second Avenue (1975) – Man Upstairs (necreditat)
- The Hindenburg (1975) – Detective Moore
- The Commitment (1976) – Jules
- Which Way Is Up? (1977) – Harry Boatwright
- The Shining (1980) – Lloyd
- Blade Runner (1982) – Dr. Eldon Tyrell
- The Dark Side of the Moon (1990) – Paxton Warner